# 山艾
山艾（學名：Artemisia kawakamii）又名川上氏艾，菊科蒿屬的植物，是台灣的特有植物。分布在台灣本島，生長於海拔2,700公尺至3,300公尺的地區，常見於礫質、空曠的乾旱坡地等環境，目前尚未由人工引種栽培。

## 命名發表
由早田文藏首次發表在1919年3月25日出版的臺灣植物圖譜第八卷，其引用的正模標本是1909年10月川上瀧彌與佐佐木舜一兩位採集家於玉山採集，採集高度為2439公尺。

## 分布與棲地
本種常生長於台灣海拔2,700至3,300公尺地區的曠地、礫質坡地及乾旱的荒坡等。

## 形態
本種為草本植物，莖高約8至15公分，基部會木質化，幼時具長柔毛，成熟後則常無毛。葉簇生，葉柄長0.5至2公分；葉片為長2至4公分，寬1.4至1.8公分，廣卵形，二回羽狀深裂，裂片長而窄，裂片寬0.06至0.1公分，上表面被有長柔毛，熟後無毛，下表面被密白毛。頭狀花序為球狀鐘形，於總花序軸上總狀排列，總苞為紫色被有疏毛；舌狀花雌性；花冠無毛約0.15公分高，兩性花花冠約0.2公分。果實為長橢圓形瘦果，長0.14公分，頂端毛呈簇狀。花期為6月至10月。

## 保育狀態
2017臺灣維管束植物紅皮書名錄：暫無危機（LC, Least Concern）。
1. 1 2 3  鐘, 詩文. . 臺北市: 貓頭鷹. 2018: 214. ISBN 978-986-262-358-9.
2. 1 2 3  鄭, 武燦. . 臺北市: 茂昌. 2000: 1193. ISBN 957-8981-62-7.
3. 1 2  早田, 文藏. . 東京: 台灣總督府殖產局. 1919: 65.
4. ↑  臺灣植物紅皮書編輯委員會.  (PDF). 2017 臺灣維管束植物紅皮書名錄. 行政院農業委員會特有生物研究保育中心. 2017  [2023-05-25]. （原始内容 (PDF)存档于2022-10-09）.